# Тёрёк, Дьюла
Дью́ла Тёрёк (венг. Gyula Török; 24 января 1938, Будапешт — 12 января 2014) — венгерский боксёр наилегчайшей весовой категории, выступал за сборную Венгрии в конце 1950-х — середине 1960-х годов. Чемпион летних Олимпийских игр в Риме, серебряный призёр чемпионата Европы, трёхкратный чемпион национального первенства, участник многих международных турниров и матчевых встреч.

## Биография
Активно заниматься боксом начал в раннем детстве, сначала проходил подготовку в спортивном клубе Testgyakorlók Köre, затем состоял в таких клубах как Tatabányai Bányász и MTK. На международном уровне дебютировал в возрасте шестнадцати лет в матчевой встрече против сборной Польши, тогда же впервые поучаствовал во взрослом первенстве Венгрии. Первого серьёзного успеха на ринге добился в 1959 году, когда на чемпионате Европы в Люцерне завоевал в наилегчайшем весе серебряную медаль (в решающем матче проиграл немцу Манфреду Хомбергу) — с этого момента стал неотъемлемым членом сборной своей страны.
Благодаря череде удачных выступлений удостоился права защищать честь страны на летних Олимпийских играх 1960 года в Риме — одолел здесь всех своих соперников в наилегчайшей весовой категории, в том числе советского боксёра Сергея Сивко в финале, и получил золотую олимпийскую медаль.
Став олимпийским чемпионом, продолжил выходить на ринг в составе венгерской команды, принимая участие во всех крупнейших турнирах своего времени. Так, в 1961 году он ездил на чемпионат Европы в Белград, где в легчайшем весе дошёл до стадии четвертьфиналов, проиграв по очкам итальянцу Примо Дзампарини. Также в этом сезоне впервые выиграл взрослое первенство Венгрии (впоследствии повторил это достижение ещё дважды в 1962 и 1964 годах). Оформив третью золотую медаль национального первенства, прошёл квалификацию на Олимпийские игры в Токио. Тем не менее, в первом же своём матче на олимпийском турнире в бою с представителем СССР Олегом Григорьевым получил серьёзное рассечение над глазом и проиграл техническим нокаутом во втором раунде, поскольку рефери вынужден был остановить поединок из-за сильного кровотечения.
Оставался действующим спортсменом вплоть до 1966 года, однако в последнее время уже не показывал сколько-нибудь выдающихся результатов. После завершения спортивной карьеры работал тренером в одном из боксёрских клубов Будапешта, подготовил многих талантливых бойцов.
Умер 12 января 2014 года.